# Poder judicial
|  | Aquest article tracta sobre la forma de govern. Vegeu-ne altres significats a «Poder judicial d'Espanya». |

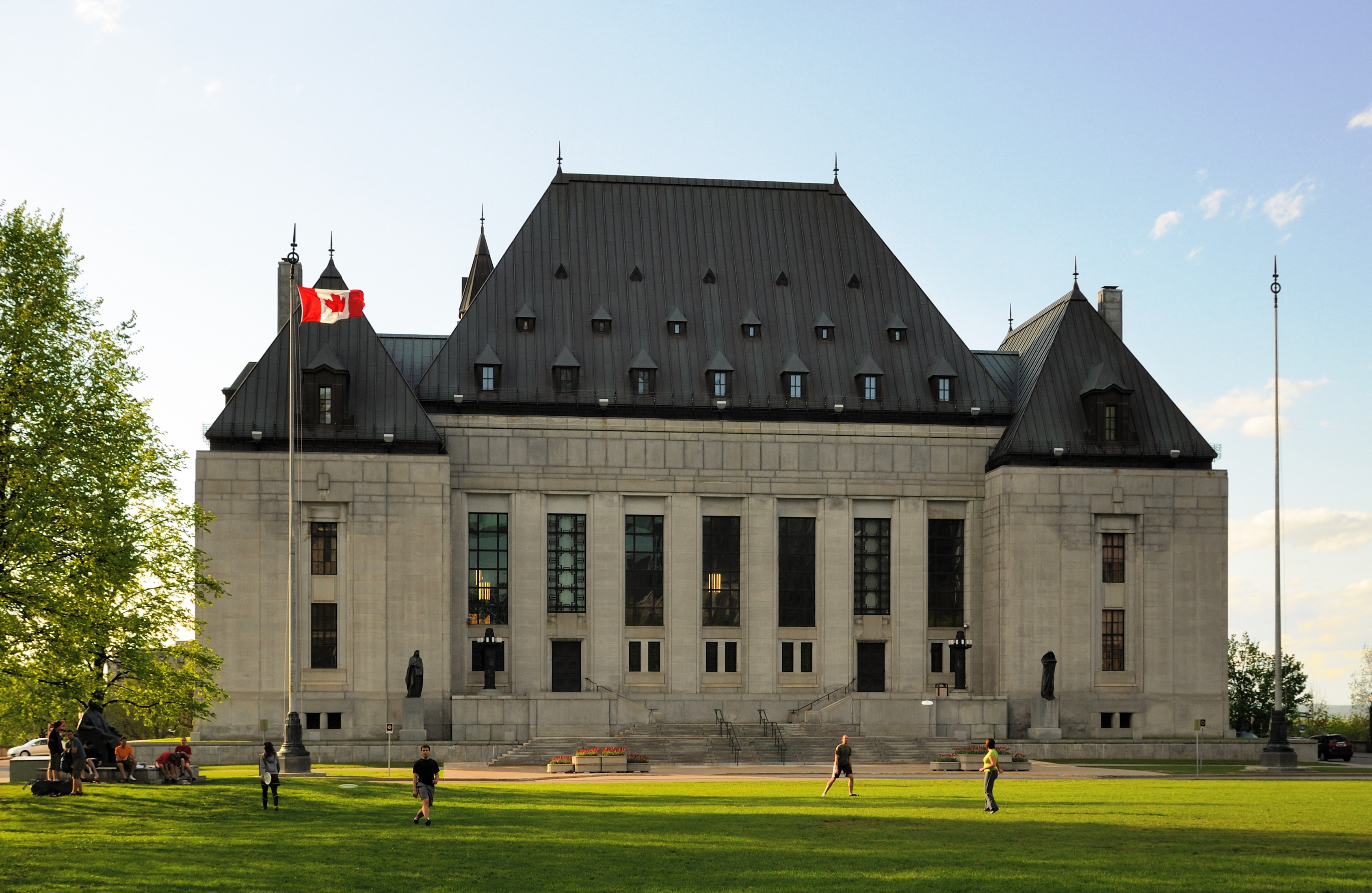
Cort Suprema del Canadà a Otawa, seu del poder judicial en aquell país.

El poder judicial és un poder estatal on hi ha tots els jutges i magistrats, que tenen l'encàrrec d'administrar justícia en nom del rei, en casos de monarquia, una justíca que segons la Constitució emana del poble. Al cos de jutges d'un país se l'anomena judicatura.
En tots els països democràtics d'avui en dia existeixen com a mínim 3 poders bàsics, que són: el poder legislatiu (senat, parlament o corts), el poder executiu (el del govern pròpiament) i el poder judicial (tribunals).
La funció del poder judicial és molt important, com indica la "Constitucion Española de 1978" en l'article 117 es deixa ben clar: "El poder judicial és l'encarregat de què les lleis es compleixin, els jutges només tenen dret a posar condemnes dintre de la llei". Això significa, que el poder judicial és un càrrec molt important per la convivència de la societat.
Segons la teoria clàssica de Montesquieu de la separació de poders, que distingeix entre poder legislatiu, executiu i judicial, la divisió garanteix la llibertat del ciutadà. Montesquieu va escriure la seva teoria després d'un viatge a Anglaterra on va interpretar que un poder judicial independent pot ser un fre eficaç del poder executiu. Sota aquesta separació de poders, neix l'anomenat estat de dret, en el qual els poders públics estan igualment sotmesos a l'imperi de la llei. El poder judicial ha de ser independent per poder sotmetre a la resta de poders, especialment el poder executiu, quan aquests contravinguin l'ordenament jurídic i convertir-se en l'encarregat de fer efectiu la idea del dret com a element regulador de la vida social.

## Descripció
El poder judicial és l'encarregat que les lleis es compleixin, tant per part de les institucions com per part de la ciutadania, i en cas que no, que es compleixi la condemna acordada o justa.
Però a més també té altres funcions com:
- Serveix per controlar al poder executiu i legislatiu, per això ha de ser molt independent.[5]
- Fer que es compleixi la Constitució
- Interpretar la llei
- Fer que la llei es torni efectiva, utilitzar la jurisprudència.

També ha de garantir la protecció dels drets dels ciutadans, ja que, ha de resoldre qualsevol tipus de disputes o problemes que afectin a la societat, perquè així ningú pugui vulnerar els drets ciutadans.

## Història del poder judicial
Pràcticament durant tota la història hi ha hagut jutges, o sinó elements d'autoritat que feien la feina de jutges, però no sempre han estat representats com un poder de l'estat com avui en dia.
Molta gent pensa que fins als segles XIX i xx el poder judicial mai va ser un poder de l'estat, o com a mínim, no independent, però el primer cop en la història que el poder judicial en sí es va considerar un poder de l'estat va ser fa més de 2000 anys, a l'antiga Grècia.
Després, durant uns 2000 anys no hi ha hagut un poder judicial com el d'avui en dia, fins fa 200 anys aproximadament. De mica en mica es van anar creant democràcies modernes on hi ha Constitucions que organitzen els jutges i magistrats (poders judicials) “independents” amb òrgans i jerarquies.

## La credibilitat i la independència del poder judicial
És molt important per al poble que el poder judicial sigui independent, perquè sinó no pot garantir la protecció dels drets civils de tots els ciutadans per igual. Per aquest motiu molts cops la seva credibilitat és qüestionada. A més de que no sempre es donen els resultats “esperats o lògics”, fins i tot a vegades arribant a l'extrem d'ignorar proves o no fer cas a testimonis.
Per exemple, a Espanya la gent valora la independència i credibilitat del poder judicial amb una mitjana de 3,2. Així ho determina l'última enquesta duta a terme per la Unió Europea. És una nota molt baixa comparada amb països veïns com França o Portugal.

## Els òrgans judicials a Espanya
Tots els països tenen diferències a l'hora d'organitzar i estructurar el poder judicial. La majoria estan organitzats com la seva Constitució ho indica, en el cas d'Espanya no és diferent.
El poder judicial a Espanya és com és actualment des de la Transició, on es va escriure la Constitució espanyola; el poder judicial ha rebut alguns canvis, però es manté majoritàriament igual.
Està dividit en aquests òrgans jurídics:

### Tribunal Suprem
El Tribunal Suprem de Justícia és el tribunal que està per sobre de tot, els seus drets s'estenen per tot el territori espanyol, és capaç d'il·legalitzar partits o també inhabilitar càrrecs públics  com ministres o el mateix president. La seva seu és a Madrid.

### Audiència Nacional
La Audiència Nacional és el grup de jutges i magistrats encarregats de decidir les penes per delictes de membres de la corona, crim organitzat, crims de falsificació de moneda i delictes contra la seguretat de l'estat (com terrorisme).

### Tribunal Constitucional
El Tribunal Constitucional d'Espanya és el tribunal que s'encarrega d'interpretar la Constitució, té la potestat per declarar la inconstitucionalitat de les lleis o la de defensar les violacions dels drets fonamentals i les llibertats públiques reconegudes a la Constitució.

### Tribunal Superior de Justícia
El Tribunal Superior de Justícia són els tribunals que hi ha a cada comunitat autònoma; són els equivalents al Tribunal Suprem d'Espanya però en cada comunitat autònoma.

### Audiències provincials
Les audiències provincials són com la Audiència Nacional però per cada comunitat; la major part de la seva feina és resoldre recursos d'apel·lació que es poden presentar quan no s'està d'acord amb la sentència dels jutjats de primera instància.

### Jutjats de primera instància
Són els jutges “normals”, qualsevol delicte que s'hagi comès o denunciat, si no entra específicament en algun dels anteriors, es resoldrà en un jutjat de primera instància.